# Великоколоярська сільська рада
Великоколоя́рська сільська рада (рос. Большеколоярский сельский совет) — сільське поселення у складі Наровчатського району Пензенської області Росії.
Адміністративний центр — село Великий Колояр.

## Історія
2006 року ліквідовано село Балалаковка.

## Населення
Населення — 679 осіб (2019; 878 в 2010, 1167 у 2002).

## Склад
До складу сільської ради входять:
| Населений пункт      | Населення, осіб (2002) | Населення, осіб (2010) |
| -------------------- | ---------------------- | ---------------------- |
| Акимовщино, село     | 71                     | 43                     |
| Балалаковка, село    | 1                      | -                      |
| Великий Колояр, село | 756                    | 571                    |
| Ляча, село           | 273                    | 208                    |
| Мале Кірдяшево, село | 66                     | 56                     |